# Авиация Монголии

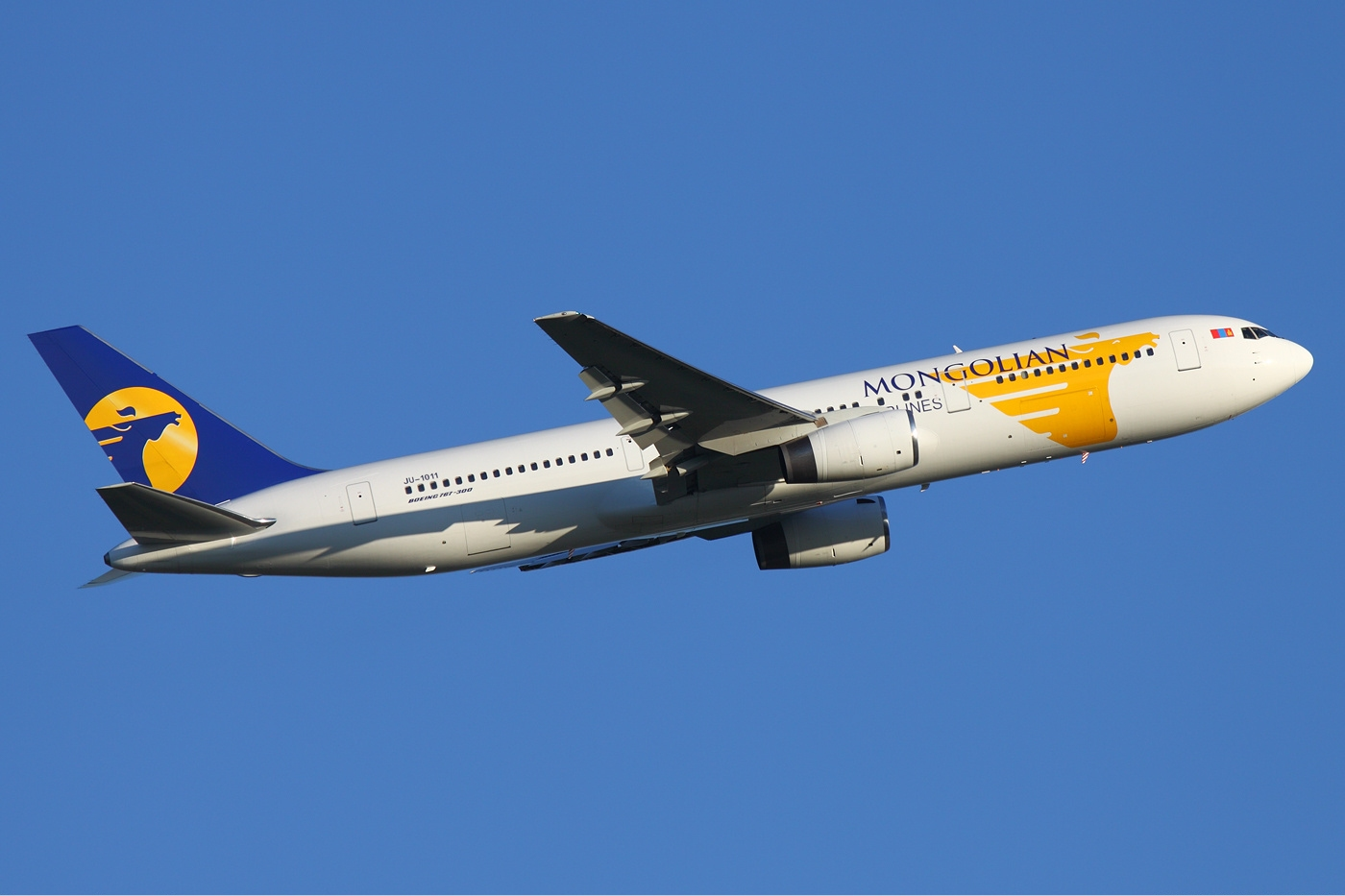
Боинг 767—300

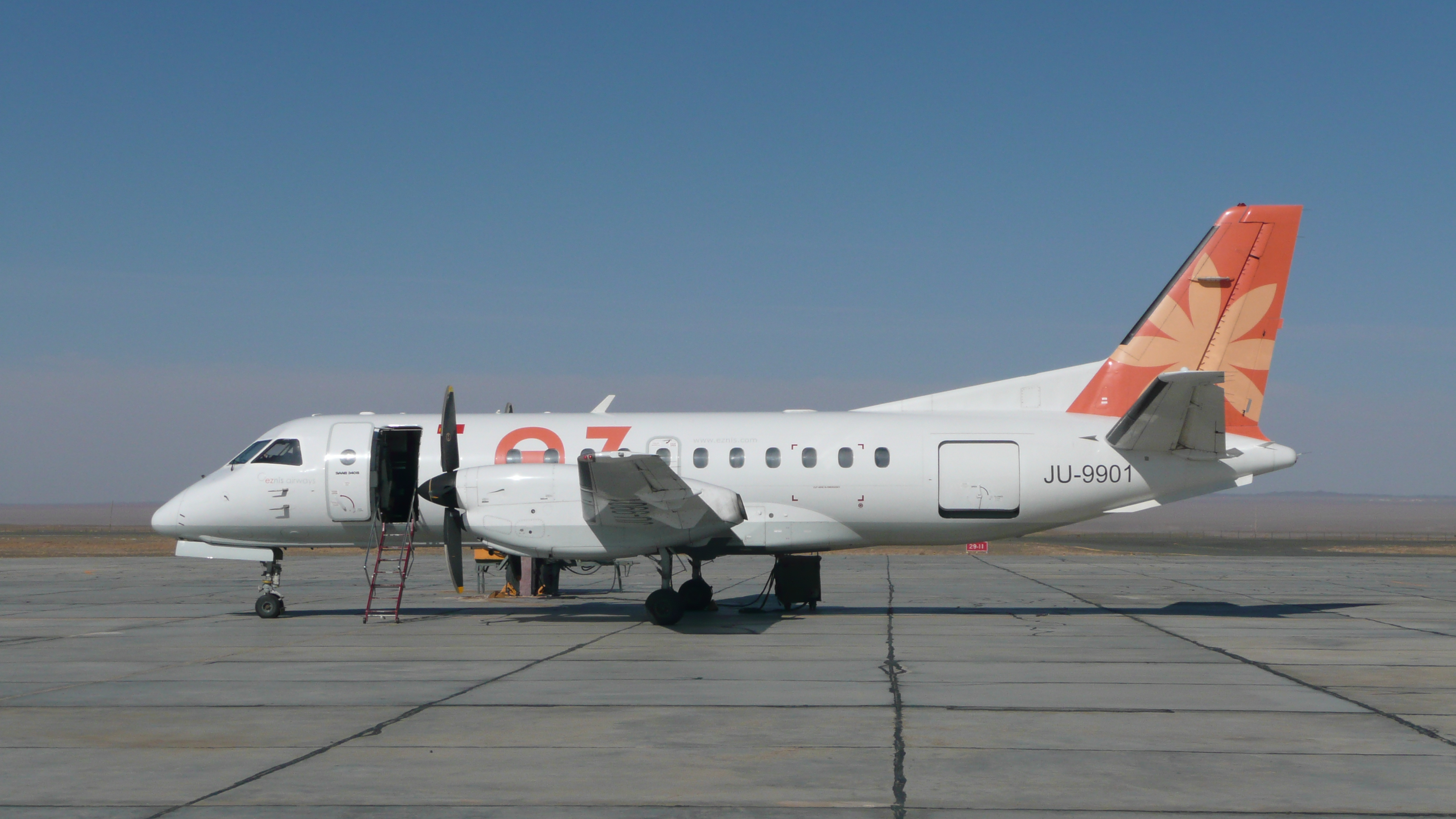
Сааб 340B

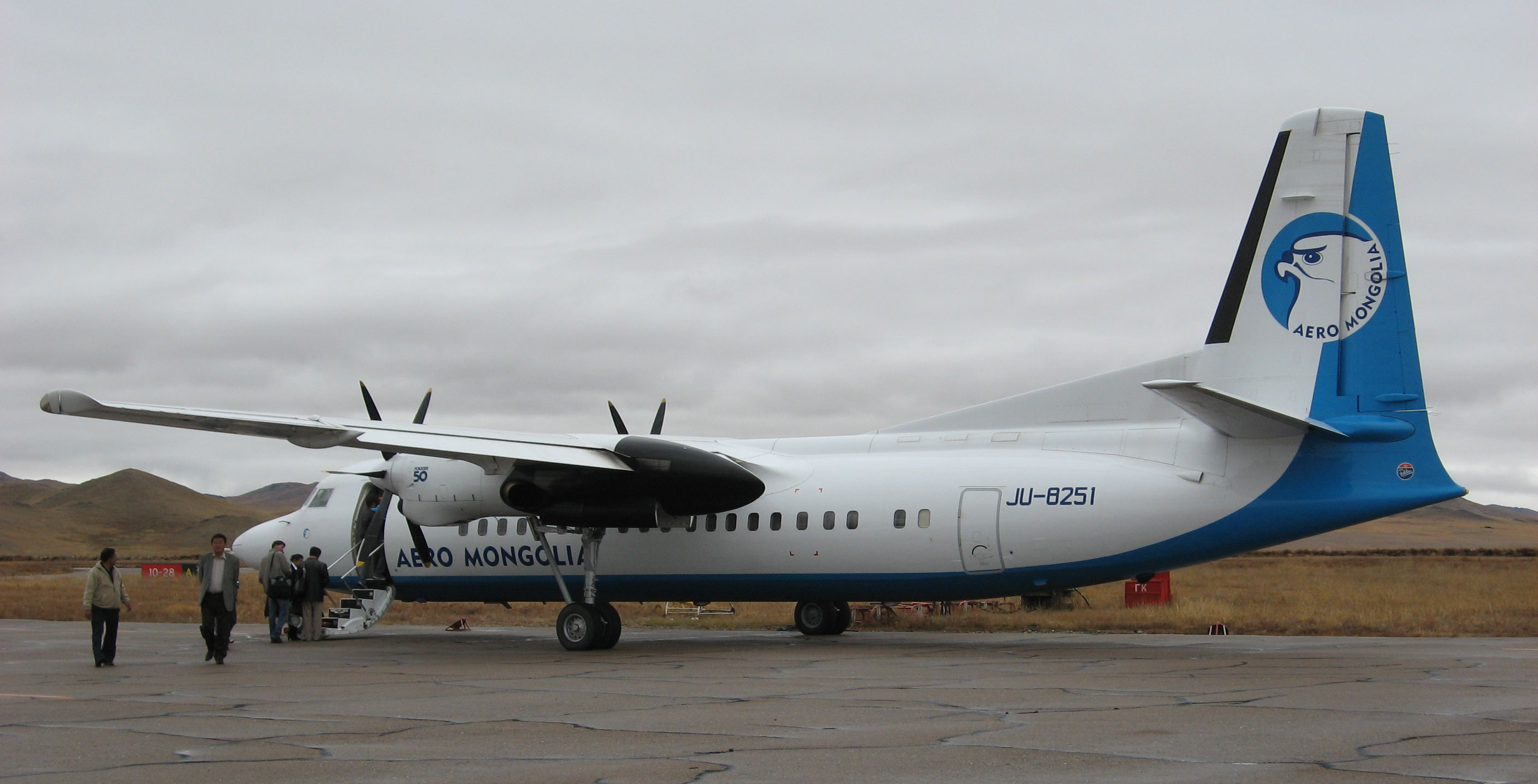
Фоккер 50

История авиации в Монголии насчитывает уже около 100 лет, и началась 25 мая 1925 года, когда в Ургу (Улан-Батор) прибыли Ю-13 и 3 Р-1 с советскими лётчиками, которые позже составили основу для первого монгольского авиаотряда.
В 1956 году была основана первая государственная авиакомпания MIAT Mongolian Airlines.
В Монголии насчитывается около 80 аэропортов, но посадочные полосы с твёрдым покрытием имеют лишь 11. Расписание может часто меняться из-за сильных ветров.
В Монголии зарегистрировано около 10 авиакомпаний, владеющих в общей сложности около 60 самолётами и 30 вертолетами.
Развитие продолжается и в наши дни. Строятся новые аэропорты международных стандартов, модернизируются старые. К примеру, в долине Хошиг монгольского центрального аймака Тув будет построен новый международный аэропорт. Проект предполагается осуществить к 2015 году.

## История

### Советский период
Первый аэродром в Монголии был создан в Улан-Баторе в 1940 годах, по своему местоположению его чаще именовали «Сонгино», его официальное наименование Буянт-Уха (монг. Буянт-Ухаа нисэх онгоцны төв буудал) прижилось позднее. Он использовался для выполнения местных полетов с использованием легкомоторной авиации, испытательных полётов, тренировки пилотов и т. д., а также стал первым аэропортом Улан-Батора: первые регулярные пассажирские международные авиарейсы в Монголии начали совершаться с этого аэродрома в Улан-Удэ.
Первым выполняющим международные рейсы аэропортом кроме Улан-Баторского, стал аэропорт Налайх, который в 1990—1991 годах был местом промежуточной посадки авиатехники, перегоняемой из СССР в Малайзию.
В советское время строилось много военных аэропортов, которые были позже заброшены.
 «В долине Хошиг монгольского аймака Тув ("Центральный") будет построен международный аэропорт. Проект будет реализован на средства льготных кредитов, предоставляемых правительством Японии, отмечается в сообщении. В рамках проекта в Монголии уже работала исследовательская группа из банка международного сотрудничества Японии. Отчет о проделанной работе она представила на рассмотрение соответствующим органам страны.
По сравнению с международным аэропортом Чингисхан мощность нового будет увеличена в четыре раза, кроме того, он будет иметь 7 терминалов и принимать 1.7 миллиона пассажиров каждый год.
Аэропорт планируют ввести в эксплуатацию в 2015 году».

### Постсоветский период
В период с 1994 по 1997 год дальнейшее крупное обновление было достигнуто с помощью Азиатского банка развития, в результате чего аэропорт в стал соответствовать стандарту ICOA. Аэропорт был переименован в Чингис Хаан (Чингисхан) международный аэропорт в честь 800-летия создания Монгольского государства 21 декабря 2005 года.
В 2011 году доля аэропортов, располагающихся поблизости Улан-Батора в общем объёме перевозок пассажиров в Монголии составила около 85 %. Аэропорт Чингисхан в 2010 перевёз почти 1 млн пассажиров. Остальной пассажиропоток приходится на крупнейшие аэропорты Ховд, Улгий, Чойбалсан.
Военный аэродром «Налайх» с начала XXI века стал принимать только чартерные пассажирские авиарейсы.
Начиная с 2000 года аэропорты Баяндэдгэр и Мааньт практически не функционирует, причем на базе военного аэродрома вблизи Мааньта был открыт гражданский аэропорт под названием Баян Сумэ.
Международный резервный аэропорт в Чойбалсане построен на базе бывшего военного аэродрома (2001 год).
В августе 2014 года было принято решение о сокращении воздушной дистанции между самолётами с 90 до 30-и километров после надлежащих работ по установлению и усовершенствованию наземных радарных станции начиная с 2012 года. Это в свою очередь, позитивно скажется на пропускной способности воздушного сообщения Монголии.

### Перспективы
В долине Хошиг монгольского аймака Туве будет построен новый международный аэропорт. Проект предполагается осуществить к 2015 году. Аэропорт будет состоять из семи терминалов и принимать до 1,7 млн чел. в год. Монголия надеется на увеличение число транзитных авиаперевозок через свою территорию за счет установлении специальной транзитной зоны в новом аэропорту.
Строительство начато 23 апреля 2012 в 60 км от Улан-Батора. В его проекте заложены — 2 взлетно-посадочных полосы, автотранспортный и железнодорожный терминал, рядом — город с населением около 100 тыс. человек. Расчетная мощность — 1100 пассажиров в час.
По технико-экономическому обоснованию, стоимость проекта составила 29,9 млрд йен. В 2008 году Монголия подписала соглашение с Японским банком международного сотрудничества о предоставлении льготного кредита в размере 28,8 млрд йен для сооружения нового аэропорта. Сумму в размере 4,4 млрд йен выделит правительство Монголии.

## Аэропорты
Основная статья: Список аэропортов Монголии

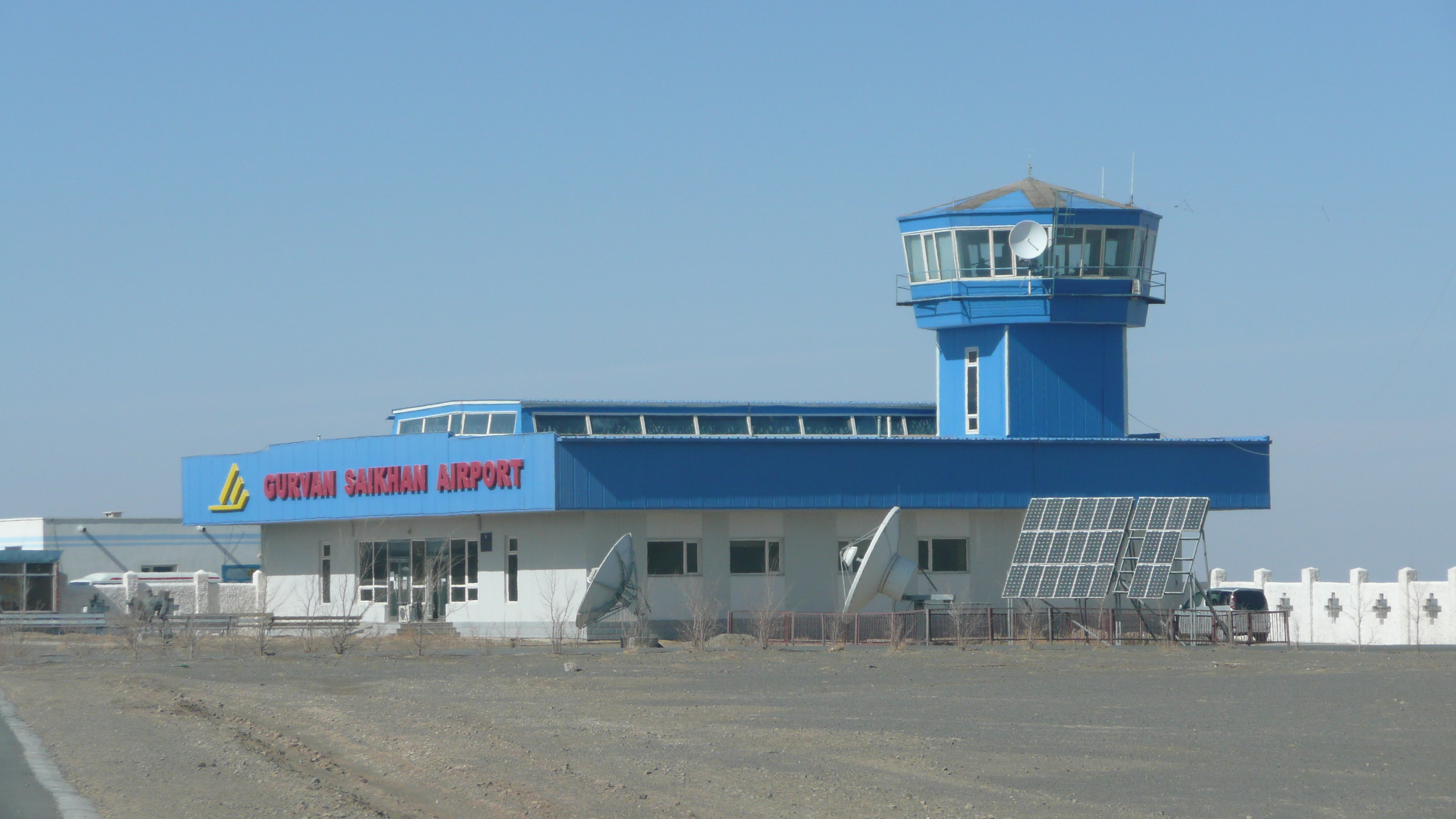
Международный аэропорт Гурван-Сайхан

Здесь представлены крупнейшие аэропорты Монголии.
- Международный аэропорт Чингисхан (монг. Чингис хаан олон улсын нисэх онгоцны буудал) — международный аэропорт, расположенный в 18 км от центра Улан-Батора, в столичном районе Хан-Уул на противоположном от центра города берегу реки Туул. Крупнейший аэропорт Монголии и один из четырёх аэропортов страны, из которого осуществляются международные перелёты.
- Аэропорт Даланзадгад (монг. Даланзадгад нисэх буудал) — гражданским аэропорт, расположенный в 6 км на северо-запад от центра города Даланзадгад, столицы аймака Умнеговь. Хотя аэропорт классифицируется как международный, он не имеет регулярных рейсов за пределы Монголии.
- Аэропорт Мурэн — аэропорт г. Мурэн в аймаке Хувсгел. Код: MXV
- Международный аэропорт Улгий — международный аэропорт, расположенный в 5 км от центра г. Улгий. Это один из трех аэропортов страны, из которого осуществляются международные перелёты (остальные — аэропорт города Ховд, откуда китайская авиакомпания «Air China» осуществляет рейсы в Урумчи и Улан-Баторский аэропорт).
- Международный аэропорт Чойбалсан (монг. Чойбалсан нисэх буудал) — международный аэропорт, бывший военный аэродром ВВС СССР.
- Международный аэропорт города Ховд — международный аэропорт, расположенный в 5 км от центра г. Ховд. Это один из трёх аэропортов страны, из которых осуществляется международное авиасообщение (другие — аэропорт Чингисхан Улан-Батора и аэропорт города Улгий, откуда казахстанская авиакомпания «SCAT» осуществляет рейсы в Усть-Каменогорск и Алма-Ату). Из аэропорта г. Ховд осуществляются рейсы в Улан-Батор. Выполняются рейсы в Урумчи (КНР).
- Аэропорт Ханбумбат — сооружён в 2012 году в сомоне Ханбогд аймака Умнеговь. Аэропорт соответствует международным стандартам, его взлётно-посадочная полоса имеет длину 3259 м, ширина составляет 45 м. Он способен принимать самолёты класса Боинг-737 и Аэробус А320. Здание терминала (выполнено по оригинальному проекту в форме монгольской юрты) способно обслужить до 240 пассажиров в час[19].

### Военные аэродромы
- Все 5 советских аэродромов, располагавшиеся вдоль железной дороги от Налайха до Сайншанда (6-й в Чойбалсане) находятся в удовлетворительном состоянии, взлётно-посадочная полоса хорошо сохранилась, однако в некоторых из них часть ангаров разобрана.

| # | Название аэропорта         |
| - | -------------------------- |
| 1 | Дзунбаян, военный аэродром |
| 2 | Мааньт (аэродром)          |
| 3 | Налайх (аэропорт)          |
| 4 | Сайншанд, военный аэродром |
| 5 | Чойбалсан (аэропорт)       |
| 6 | Чойр-2, военный аэродром   |

### Аэропорты и аэродромы Улан-Батора

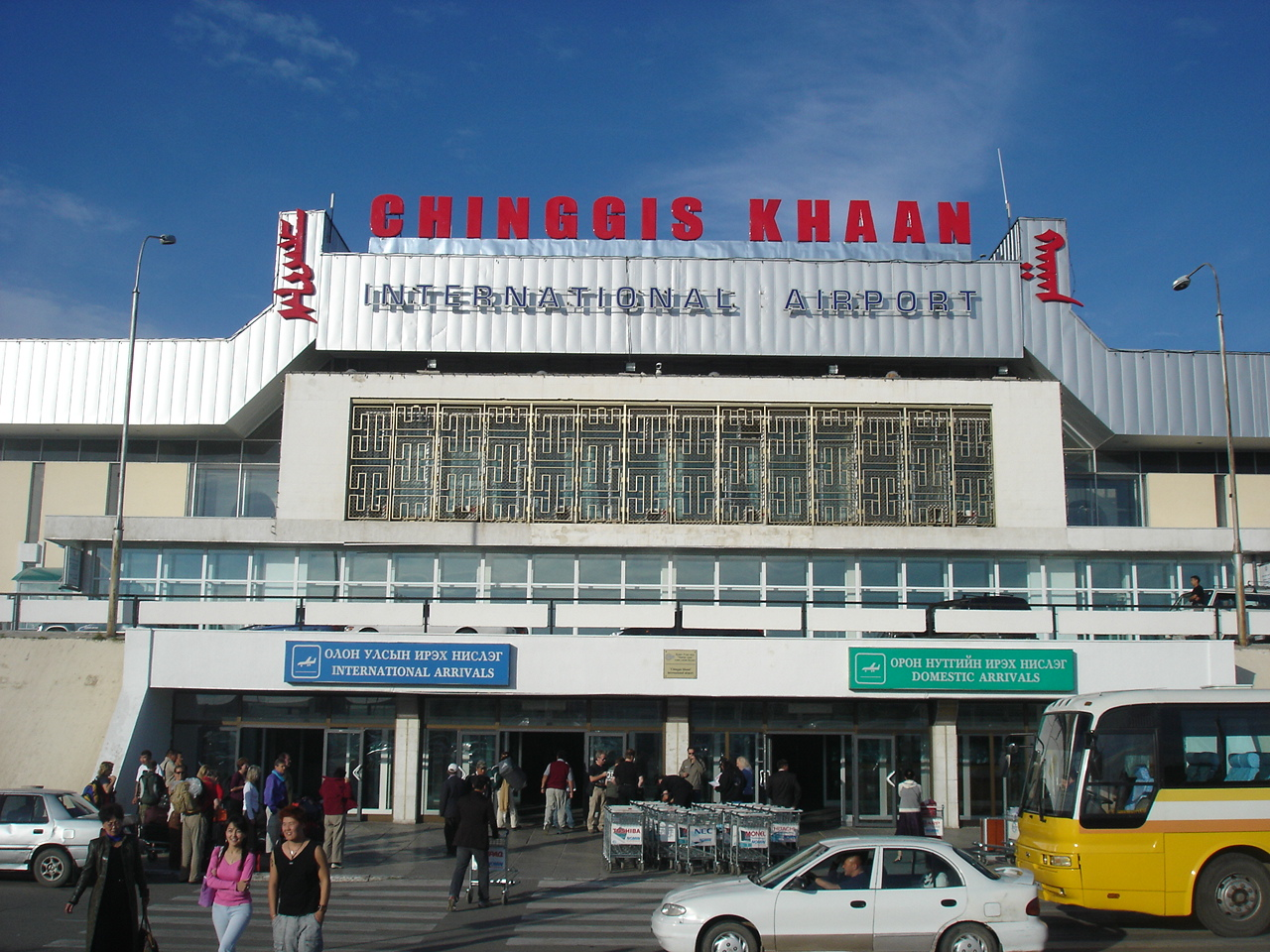
Вход в аэропорт Чингисхан

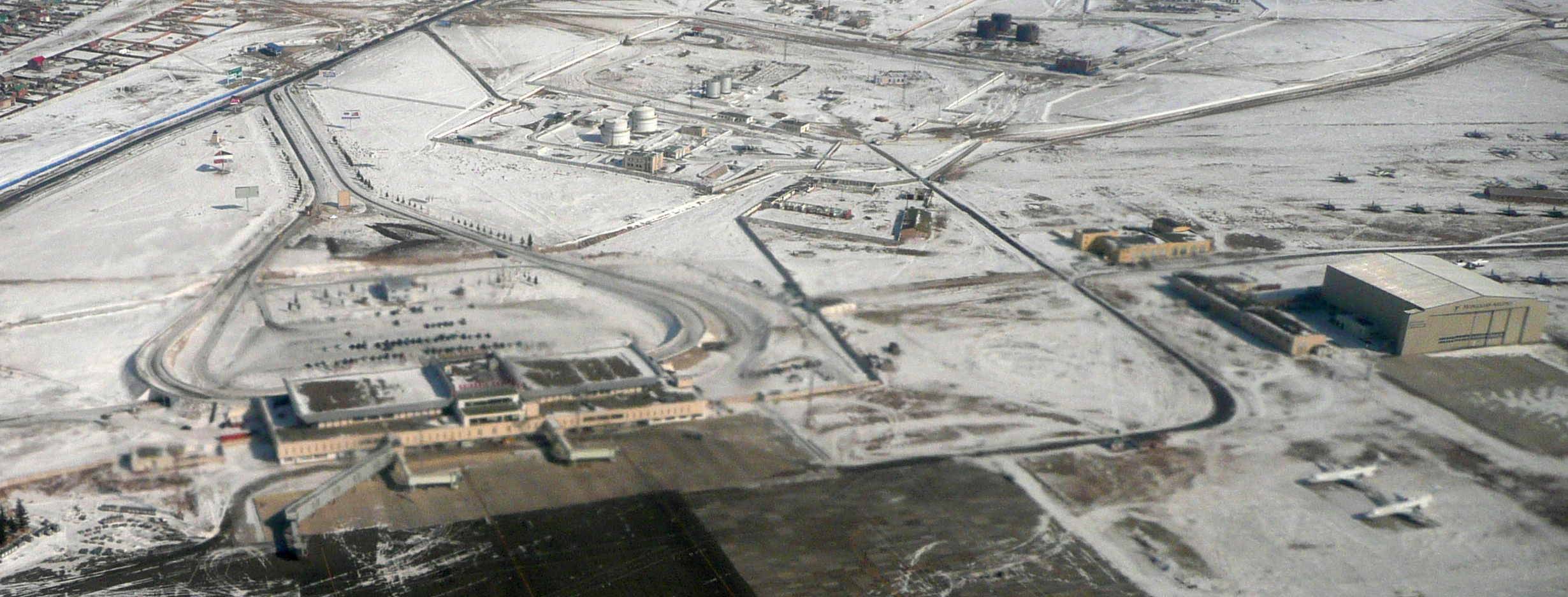
Вид на аэропорт Чингисхан с высоты птичьего полета

Столицу город Улан-Батор обслуживают:
международный аэропорт Чингисхан, находящийся в черте столицы,
резервный аэропорт Буянт-Ухаа, а также расположенные около городов
Налайх и Баян аэропорты Налайх и Мааньт.
- Аэропорт Налайх (монг. Налайх нисэх буудал) — аэропорт, бывший военный аэродром СССР. До 1990[32] года там располагался 266-й Краснознаменный авиационный полк истребителей-бомбардировщиков имени Монгольской Народной Республики, вооружённый МиГ-27К[33].
- Аэродром Мааньт — бывший советский военный аэродром в посёлке Баян (Мааньт), в 80 километрах от города Зуунмод и в 100 километрах от столицы страны. В настоящее время не эксплуатируется.

## Авиакомпании
В Монголии зарегистрировано 5 авиакомпаний, владеющих в общей сложности 54 самолётами и вертолетами.
Авиакомпании:
| Авиакомпания             | Год основания | Порт приписки                                 |
| ------------------------ | ------------- | --------------------------------------------- |
| Aero Mongolia            | 2001 год      | Международный аэропорт Чингисхан (Улан-Батор) |
|                          |               |                                               |
| Blue Sky Aviation        | 2000 год      | Международный аэропорт Чингисхан (Улан-Батор) |
|                          |               |                                               |
| MIAT Mongolian Airlines  | 1956 год      | Международный аэропорт Чингисхан (Улан-Батор) |
|                          |               |                                               |
| Изинис Эйрвэйз           | 2006 год      | Международный аэропорт Чингисхан (Улан-Батор) |
|                          |               |                                               |
| Mongolian Airlines Group | 1957 год      | Международный аэропорт Чингисхан (Улан-Батор) |
|                          |               |                                               |
| Чингис Эйрвейс*          | 2011 год      | Международный аэропорт Чингисхан (Улан-Батор) |

- С августа 2011 года также в перевозках принимает участие Чингис Эйрвейс[77][78][79].